# Аита Медије (Ковасна)
Аита Медије (рум. Aita Medie) насеље је у Румунији у округу Ковасна у општини Аита Маре. Oпштина се налази на надморској висини од 510 m.

## Становништво
Према подацима из 2002. године у насељу је живело 832 становника.

### Попис2002.
| Расподела становништва по националности 2002.‍ | Расподела становништва по националности 2002.‍ | Расподела становништва по националности 2002.‍ | Расподела становништва по националности 2002.‍ | Расподела становништва по националности 2002.‍ |
| --------------------------------------------- | --------------------------------------------- | --------------------------------------------- | --------------------------------------------- | --------------------------------------------- |
|                                               |                                               |                                               |                                               |                                               |
| Румуни                                        | Румуни                                        |                                               | 91                                            | 10,9%                                         |
| Мађари                                        | Мађари                                        |                                               | 741                                           | 89,1%                                         |